# Cão de crista chinês
Cão de crista chinês[Nota] (em chinês:  中国冠毛犬) é uma raça de cão oriunda da China. De origem difícil de precisar, sabe-se que pertenceram a famílias da dinastia Han. À época, eram desenvolvidos como guardiões das casas de tesouro, eram maiores e mais pesados, parecidos com cães de caça. Já menores, foram vistos fora da China em exposições nos Estados Unidos entre o fim do século XIX e o início do século XX. Tendo desaparecido por quase cinquenta anos, foram "redescobertos" em meados de 1970. Fisicamente, é um cão de porte pequeno, que pode chegar a medir 33 cm na altura da cernelha; e tem duas variações: a pelada e a com uma fina e longa camada de pelo.